# Den Herren båld Guds Faders Son
Den Herren båld Guds Faders Son (tyska: Jesus Christus, wahr' Gottes Sohn, latin: Christus pro nobis passus est) är en tysk påskpsalm av Hermann Bonnus. Texten översattes till svenska av okänd person.

## Publicerad i
- Den svenska psalmboken 1694 som nummer 195 under rubriken "Påska Psalmer/ Om Christi upståndelse".
- Den svenska psalmboken 1695 som nummer 169 under rubriken "Påska Psalmer - Om Christi Upståndelse".[1]

## Koralbearbetningar

### Orgel
- Jesus Christus, wahr' Gottes Sohn av Franz Tunder.[2]